# Род Лейвер

Родні Джордж "Род" Лейвер (англ. Rodney George "Rod" Laver) — австралійський тенісист, єдиний гравець серед чоловіків, якому підкорився (двічі) Великий шолом.
Усього за свою тенісну кар'єру Лейвер виграв 11 титулів Великого шолома в одиночному розряді, й це враховуючи п'ятирічну перерву тоді, коли він як професіонал не мав права брати участі в любительських турнірах. Крім того він здобув 6 титулів Великого шолома в парній грі й три в міксті. Австралійська команда з Лейвером у складі 5 разів вигравала Кубок Девіса у часи, коли виграш Кубка Девіса цінувався не менше, ніж Великий шолом. 

## Особисте життя
Родні Джордж Лейвер народився в місті Рокгемптоні у Квінсленді третім з чотирьох дітей у родині чередника й м'ясника Роя Лейвера та Мелби Роффі .
1966 року, коли йому було 27, Лейвер одружився у місті Сан-Рафаель, Каліфорнія, з Мері Бенсон, розведеною жікою з трьома дітьми від попереднього шлюбу. Після вінчання на виході з церкви стояли відомі тенісисти: Лью Гоуд, Кен Роузволл, Рой Емерсон, Мел Андерсон та Баррі Маккей, утворивши  з піднятих угору тенісних ракеток арку, під якою мали пройти молодята. У Рода та Мері народився син, і пара відтоді мешкала в різних містечках Каліфорнії до смерті Мері у 2012 році.

## Великі шоломи
Уперше Род Лейвер виграв усі чотири турніри Великого шолома за один календарний рік у 1962 році, коли вони ще розігрувалися серед любителів. У 1969 році йому вдалося повторити цей успіх уже у відкриту еру, коли його супротивниками були всі найкращі тенісисти планети.
У 1963 році Лейвер приєднався до професійного туру і втратив статус любителя, а з ним і право грати в турнірах Великого шолома. Він виграв 8 професіональних мейджорів: тричі US Pro, чотири рази Wembley Pro і один раз French Pro. 1967 року Лейвер виграв усі три професійні мейджори, а отже здійснив «прослем».
З настанням Відкритої ери Лейвер успішно повернувся на турніри Великого шолома й виграв ще 5, 4 з них 1969 року, здійснивши календарний великий шолом. Це досягнення в чоловічому тенісі залишається унікальним. Жодному тенісисту відтоді не вдавалося виграти усі чотири турніри Великого шолома упродовж одного календарного року. Значним досягненням вважається перемога в 4 мейджорах за кар'єру. Новак Джокович був одночасним володарем усіх титулів, але це було упродовж двох років — Відкритий чемпіонат Австралії він виграв уже наступного року.

## Стиль гри
Род Лейвер відзначався великою швидкістю пересування в корті, мав у своєму арсеналі велике різноманіття технічно бездоганних ударів. Незважаючи на невисокий зріст (172 см), притримувався тактики: подача - вихід до сітки.

## Відзнаки
Рода Лейвера введено до Зали тенісної слави в 1981 році. Він — кавалер Ордену Британської імперії з 1970 року.

## Статистика

### Історія виступів у мейджорах
У 1963 році Лейвер перейшов у професіонали, і, як наслідок, втратив право виступати на турнірах Великого шолома
 до початку Відкритої ери.
| Турнір                  | Як любитель | Як любитель | Як любитель | Як любитель | Як любитель | Як любитель | Як любитель | Як професіонал | Як професіонал | Як професіонал | Як професіонал | Як професіонал | Відкрита ера | Відкрита ера | Відкрита ера | Відкрита ера | Відкрита ера | Відкрита ера | Відкрита ера | Відкрита ера | Відкрита ера | Відкрита ера |
| Турнір                  | '56         | '57         | '58         | '59         | '60         | '61         | '62         | '63            | '64            | '65            | '66            | '67            | '68          | '69          | '70          | '71          | '72          | '73          | '74          | '75          | '76          | '77          |
| ----------------------- | ----------- | ----------- | ----------- | ----------- | ----------- | ----------- | ----------- | -------------- | -------------- | -------------- | -------------- | -------------- | ------------ | ------------ | ------------ | ------------ | ------------ | ------------ | ------------ | ------------ | ------------ | ------------ |
| Турніри Великого шолома |             |             |             |             |             |             |             |                |                |                |                |                |              |              |              |              |              |              |              |              |              |              |
| Australian Open         | 1к          | 1к          | 2к          | 3к          | П           | Ф           | П           | A              | A              | A              | A              | A              | A            | П            | A            | 3к           | A            | A            | A            | A            | A            | A            |
| French Open             | 1R          | A           | 2R          | 3R          | 3R          | SF          | П           | A              | A              | A              | A              | A              | Ф            | П            | A            | A            | A            | A            | A            | A            | A            | A            |
| Wimbledon               | 1R          | A           | 3R          | F           | F           | П           | П           | A              | A              | A              | A              | A              | П            | П            | 4к           | ЧФ           | A            | A            | A            | A            | A            | 2к           |
| US Open                 | 1R          | A           | 4R          | QF          | F           | F           | П           | A              | A              | A              | A              | A              | 4к           | П            | 4к           | A            | 4к           | 3к           | A            | 4к           | A            | A            |
| Про-Слеми               |             |             |             |             |             |             |             |                |                |                |                |                |              |              |              |              |              |              |              |              |              |              |
| U.S. Pro                | A           | A           | A           | A           | A           | A           | A           | F              | П              | F              | П              | П              | не мейджор   | не мейджор   | не мейджор   | не мейджор   | не мейджор   | не мейджор   | не мейджор   | не мейджор   | не мейджор   | не мейджор   |
| French Pro              | A           | A           | A           | A           | A           | A           | A           | F              | F              | F              | F              | П              | не мейджор   | не мейджор   | не мейджор   | не мейджор   | не мейджор   | не мейджор   | не мейджор   | не мейджор   | не мейджор   | не мейджор   |
| Wembley Pro             | A           | A           | A           | A           | A           | A           | A           | ЧФ             | П              | П              | П              | П              | не мейджор   | не мейджор   | не мейджор   | не мейджор   | не мейджор   | не мейджор   | не мейджор   | не мейджор   | не мейджор   | не мейджор   |

## Загальна статистика і рекорди

### Турнірні рекорди за всю історію
- Комбіновані тури: NTL, WCT і Гран-прі

| Турнір                                               | Встановлений рекорд                                                          | З ким ділить | Посилання                   |
| Головні професійні турніри                           | Здобув професійний Великий шлем (1967)                                       | Кен Роузволл | [ 11 ] [ 12 ]               |
| Турніри Великого шлему                               | Двічі здобув Великий шлем (1962, 1969)                                       | Одноосібно | [ 13 ] [ 14 ]               |
| Всі мейджори (Турніри Великого шлему + Про-мейджори) | Досягнув 14-ти поспіль фіналів на мейджорах (1964–68)                        | Одноосібно | [ 15 ]                      |
| Всі мейджори (Турніри Великого шлему + Про-мейджори) | Титули на 3-х різних покриттях                                               | Елсворт Вайнс Дон Бадж Кен Роузволл Джиммі Коннорс Матс Віландер Андре Агассі Роджер Федерер Рафаель Надаль Новак Джокович | [ 16 ]                      |
| Wembley Professional Championships                   | Здобув 4 титули поспіль (1964–67)                                            | Кен Роузволл | [ 17 ]                      |
| Професійні турніри                                   | Найбільше титулів в одиночному розряді на професійних турнірах, 70 (1963–68) | Одноосібно | [ 18 ]                      |
| Всі турніри                                          | 198 титулів за кар'єру (1956–76)                                             | Одноосібно | [ 19 ]                      |
| Всі турніри                                          | 286 фіналів за кар'єру (198 титулів, 88 поразок) (1956–76)                   | Одноосібно | [ 20 ]                      |
| Всі турніри                                          | 30 фіналів за один сезон (1965)                                              | Одноосібно | [ 20 ]                      |
| Всі турніри                                          | 55 титулів за кар'єру в приміщенні (1963–75)                                 | Одноосібно | [ 20 ]                      |
| Всі турніри                                          | 81 фінал за кар'єру в приміщенні (1963–75)                                   | Одноосібно | [ 20 ]                      |
| Всі турніри                                          | принаймні 15 титулів упродовж 6-ти сезонів (1962, 65, 66, 67, 69, 70)        | Одноосібно | [ 21 ] [ 22 ]               |
| Всі турніри                                          | принаймні 10 титулів упродовж 7-ми поспіль сезонів (1964–70)                 | Одноосібно | [ 21 ] [ 23 ]               |
| Всі турніри                                          | принаймні 5 титулів упродовж 16-ти поспіль сезонів (1960–75)                 | Одноосібно | [ 21 ] [ 24 ] [ 23 ] [ 25 ] |
| Всі турніри                                          | принаймні 1 титул упродовж 21-го поспіль сезону (1956–76)                    | Кен Роузволл |                             |
| Всі турніри                                          | 147 виграних матчів за один сезон (1961)                                     | Одноосібно |                             |
| Всі турніри                                          | 114 титулів на відкритих кортах                                              | Ентоні Вілдінґ |                             |

### Рекорди за Відкриту еру
| Турнір                                                                                                 | Роки      | Встановлений рекорд                                                    | З ким ділить                                              | Посилання |
| Відкритий чемпіонат Австралії–Відкритий чемпіонат США                                                  | 1969      | Великий шолом                                                          | Одноосібно                                                | [ 26 ]    |
| Вімблдонський турнір Відкритий чемпіонат Австралії Відкритий чемпіонат Франції Відкритий чемпіонат США | 1968 1969 | Кар'єрний Великий шлем                                                 | Андре Агассі Роджер Федерер Рафаель Надаль Новак Джокович | [ 27 ]    |
| Турніри Великого шолома                                                                                | 1969      | 100% (26–0) відсоток виграних матчів за 1 сезон                        | Джиммі Коннорс                                            | [ 28 ]    |
| Турніри Великого шолома                                                                                | 1969      | Всі 4 фінали за один календарний рік                                   | Роджер Федерер Новак Джокович                             | [ 29 ]    |
| Комбіновані тури                                                                                       | 1968–70   | принаймні 10 титулів 3 роки поспіль                                    | Роджер Федерер                                            | [ 23 ]    |
| Комбіновані тури                                                                                       | 1969      | 18 титулів за 1 сезон                                                  | Одноосібно                                                | [ 30 ]    |
| Тур Гран-прі                                                                                           | 1969–75   | 90% (18–2) відсоток виграшів за кар'єру у фіналах на твердому покритті | Одноосібно                                                |           |
| Тур Гран-прі                                                                                           | 1968–75   | 38 титулів у віці понад 30 років                                       | Одноосібно                                                | [ 31 ]    |

## Виноски
1. 1 2  Tingay L. 100 years of Wimbledon — London Borough of Enfield: Guinness Superlatives, 1977. — P. 200.
2. ↑  http://www.nndb.com/lists/504/000063315/
3. ↑  http://www.smh.com.au/rugby-league/league-news/beetson-farewelled-with-tears-and-cheers-20111208-1om3d.html
4. ↑  Fein, Paul (2002). Tennis Confidential: Today's Greatest Players, Matches, and Controversies. Potomac Books, Inc. с. 49. ISBN 978-1-57488-526-2.
5. ↑  Debolt, Abbe A.; Baugess, James S. (31 грудня 2011). Encyclopedia of the Sixties: A Decade of Culture and Counterculture: A Decade of Culture and Counterculture. ABC-CLIO. с. 362–. ISBN 978-1-4408-0102-0.
6. ↑  Laver та Writer, (2014), с. 2
7. ↑  Rod lost plane and ticket but won bride. The Australian Women's Weekly. 6 липня 1966. с. 3. Процитовано 13 січня 2014 — через National Library of Australia.
8. 1 2  Rod Laver and Mary Benson After Wedding Ceremony. www.corbisimages.com. Corbis.
9. ↑  Rod Laver and Mary Benson After Wedding Ceremony. www.corbisimages.com. Corbis.
10. ↑  Garber, Greg (7 вересня 2009). Laver's season Slam stands test of time. sports.espn.go.com. ESPN.
11. ↑  Dave Anderson (30 серпня 2009). The Greatest? Don't Forget Laver's Lost Years. The New York Times.
12. ↑  Bercow, John (2014). Chapter 9: Rod Laver. Tennis Maestros: The Twenty Greatest Male Tennis Players of All Time (англ.). Лондон, Англія: Biteback Publishing. ISBN 978-1-84954-765-9.
13. ↑  Wells, Kathryn. Tennis – 'the golden age' of the 1960s–70s and beyond. 20 червня 2013. Australian Government. Архів оригіналу за 12 лютого 2014. Процитовано 24 квітня 2014.
14. ↑  Sclink, Leo (20 січня 2012). Rod Laver's priceless Grand Slam. Herald Sun. Australia. Процитовано 27 січня 2015.
15. ↑  Geist, Robert. GOAT With Muscles. woodtennis. Tennis Week 23 липня 2009. Процитовано 14 грудня 2017.
16. ↑  Zikov, Sergey (6 липня 2009). Dispelling the Myths of "Rocket" Rod Laver. bleacherreport.com. Bleacher Report, Inc. Процитовано 4 листопада 2015.
17. ↑  Chapman, Kim (26 серпня 1968). Open Season for a Test Of Time. Sports Illustrated. Архів оригіналу за 24 квітня 2014. Процитовано 24 квітня 2014.
18. ↑  Garcia, Gabriel. Record: Most Singles Titles Pro Tournaments. app.thetennisbase.com. Мадрид, Іспанія: Tennismem SL. Процитовано 14 грудня 2017.
19. ↑  Throsby, Maragret (листопад 2013). The Rod Laver Interview. 3 листопада 2013. ABC Radio Australia. Процитовано 24 квітня 2014.
20. 1 2 3 4  Garcia, Gabriel. Rod Laver: All Time Records. thetennisbase.com. Мадрид, Іспанія: Tennismem SL. Архів оригіналу за 12 червня 2018. Процитовано 14 грудня 2017.
21. 1 2 3  Bercow, John (2 червня 2014). Tennis Maestros: The Twenty Greatest Male Tennis Players of All Time. Biteback Publishing, Chapter 9. ISBN 9781849547659. Процитовано 30 жовтня 2015.
22. ↑  Bevis, Marianne (3 лютого 2010). Great Men of Tennis: Rod Laver the Modest Rocket. sportsthenandnow.com. Sports Then and Now. Процитовано 30 жовтня 2015.
23. 1 2 3  McElhinney, Paul (19 серпня 2013). Tennis Legend Rod Laver Turns 75. stevegtennis.com. Steve G Tennis. Процитовано 27 січня 2016.
24. ↑  Player's Details: Rod Laver. itftennis.com. International Tennis Federation (ITF). Архів оригіналу за 5 лютого 2016. Процитовано 27 січня 2016.
25. ↑  Zikov, Sergey. Dispelling the Myths of "Rocket" Rod Laver. bleacherreport.com. Bleacher Report Inc, Turner Sports. Процитовано 31 жовтня 2015.
26. ↑  Rod Laver: Inductee. tennisfame.com. Міжнародна тенісна зала слави. Процитовано 1 листопада 2015.
27. ↑  Craft, Kevin (24 травня 2012). Clay, Grass, Hard Court? For Tennis's Top Players, It Doesn't Matter Anymore. The Atlantic. The Atlantic Webzine. Процитовано 4 листопада 2015.
28. ↑  Sundar, Shyam (14 вересня 2015). #360Stats: Novak Djokovic vs Roger Federer – 2015 US Open final. sport360.com. Sports360 News. Процитовано 4 листопада 2015.
29. ↑  Newbury, Piers (14 вересня 2015). US Open 2015: Novak Djokovic beats Roger Federer in final, Elite company. BBC Sport. Процитовано 4 листопада 2015.
30. ↑  Tignor, Steve (5 лютого 2015). 1969: Rod Laver Wins His Second Grand Slam. tennis.com. Процитовано 27 січня 2016.
31. ↑  Laver backs Hewitt's Aussie open charge. ninemsn.com.au. NineMSN. 8 січня 2015. Архів оригіналу за 5 січня 2016. Процитовано 4 листопада 2015.